# メジャーリーグ3
『メジャーリーグ3』（Major League: Back to the Minors）は、1998年のアメリカ映画。メジャーリーグベースボール（MLB）を舞台にした野球映画。『メジャーリーグ2』の続編。
『メジャーリーグ3』というタイトルは『メジャーリーグ2』の続きの世界観だったことから付けられた邦題であり、本国のアメリカなどでは『映画 メジャーリーグシリーズ』の番外編と扱われることが多い。そのため、前作までのクリーブランド・インディアンスに代わり、今回の舞台はマイナーリーグの落ちこぼれ球団、ミネソタ・ツインズ傘下の架空のAAA級チーム「サウスキャロライナ・バズ」（日本語吹き替え版では「ブンブンズ」）である。モデルとなった球団は当時ツインズのAAA級チームだったソルトレーク・バズ（現在はソルトレイク・ビーズに名前を変えてロサンゼルス・エンゼルスの傘下となっている）。

## ストーリー
カリフォルニアのマイナーリーグで投手としてプレーしていたガス・カントレルは、年齢による身体の衰えにより打者に打ち込まれるようになる。ついにはプレー中にボールを凍らせていた私物にすり替えて打者を打ち取る反則を行い、球審にその事がバレて退場させられてしまう。その後、ガスの元に親友でミネソタ・ツインズのオーナー、ロジャー・ドーンがやってくる。引退を決意したガスにドーンは「マイナーリーグ球団の監督にならないか？」とガスを誘う。
最初は断ったガスであるが、ドーンに「2Aにいる若い天才バッターを見てくれ」と言われ、その選手、“ダウンタウン”・アンダーソンの試合を観戦しにいく。するとそこには、ガスの現役時代のライバルで犬猿の仲、ツインズの監督ハフがおり、彼もまたダウンタウンの視察に訪れていた。ガスとハフが試合を見守る中、ホームランを打つなど大活躍するダウンタウン。ハフは惚れ惚れし、試合後ダウンタウンに「すぐにでもツインズに入れる」というが、ガスはまだメジャーに行ける段階ではないと指摘。それを聞いたドーンに改めて依頼された結果、ツインズ傘下の3Aチーム『サウスキャロライナ・バズ（ブンブンズ）』の監督に就任する。
しかし、監督に就任したものの、チームにいたのは、おおよそ野球選手とは呼べないクセだらけの選手たち。大ベテランで鈍足の外野手、頭脳明晰だが球速が90km/hも出ない投手、変化球が投げられずロックなノリが大好きな浮かれた投手、顔が瓜二つなうえ名前まで一字一句同じ二遊間の双子（ただし仲が悪く試合中度々喧嘩）…。挙句の果てにはメジャーリーグにいたはずの捕手ルーブ・ベイカーが、投手への返球はおろか塁への送球もまともにできなくなってマイナー落ちになっていた。そのため就任直後は試合には負け続ける。しかしひょんなことから、旧友で野球から遠ざかっていた元メジャーリーガーのペドロ・セラノ、タカ・タナカと再会。2人をチームに加入させ、また一方で変わった育成方法で選手達を成長させ、チームを上昇気流に乗せていく。
一方その頃ツインズでも、身勝手な行動ばかりでまともにプレーをする選手がおらず、チームは崩壊状態。こちらもハフ監督の元で完全に低迷し、ドーンは頭を悩ませていた。その途中、ガスがハフに発したちょっとした発言から、話は『ツインズvsブンブンズ』という「メジャーリーグ球団vsマイナーリーグ球団」の異例な試合へと発展。
そんな中、ダウンタウンはハフの指示によりツインズへの昇格が決定。ガスはダウンタウンに「自分にはまだ早いといって辞退しろ」と言うも、ダウンタウンは反発し、チームを離れ一人ミネソタへと向かう。

## スタッフ
- 監督：ジョン・ウォーレン
- 製作：ジェームズ・G・ロビンソン
- 脚本：ジョン・ウォーレン
- 撮影：ティム・サーステッド
- 音楽：ロバート・フォーク（英語版）
- 衣装デザイン：メアリー・マクロード

## 登場人物
ガス・カントレル
演 - スコット・バクラ、日本語吹替 - 安原義人
本作の主人公。ミネソタ・ツインズ傘下の3Aチーム「サウスキャロライナ・バズ（以下「ブンブンズ」）」の監督。現役時代は投手で、ある日の試合で不正投球を行い退場処分を受ける。その時に引退を決めていたものの、ドーンの頼みでブンブンズの監督に就任。クセだらけの選手を鍛え直すため様々な特訓を課し、さらに友人のセラノやタカの力を借りてボロボロのチームを立て直していく｡右投げで背番号は1。
ロジャー・ドーン
演 - コービン・バーンセン、日本語吹替 - 西村知道
ツインズおよびブンブンズのオーナー。シリーズの皆勤賞。ガスとは長年の友人で、彼にブンブンズの監督就任を依頼。ツインズの選手や監督であるハフの態度に頭を悩ませている。
ペドロ・セラノ
演 - デニス・ヘイスバート、日本語吹替 - 松本大
ガスの友人。シリーズの皆勤賞｡一時､野球から離れていたが､ガスに誘われブンブンズの一員として加わる｡今までとは違い、グリップエンドが大きいすりこぎバットを持って打席に立つが、ここ一番での勝負強さは健在。タカとの仲は相変わらず良い｡ハリーからは「宇宙からやってきたブードゥーマン」と呼ばれている。背番号はブンブンズでも変わらず13。
タカ・タナカ
演 - 石橋貴明、日本語吹替 - 石橋貴明
ガスの友人。前作から引き続き登場｡一時､野球から離れて片田舎のテーマパークのオーナーとなっていたが､セラノ同様にガスに誘われチームの一員として加わる。 相変わらずセラノと仲が良く、ハリーからは「ブードゥー・マジック・ブラザーズ」と呼ばれている｡ブンブンズでの背番号は21｡
ルーブ・ベイカー
演 - エリック・ブラスコッター、日本語吹替 - 高瀬右光
前作に引き続き登場の捕手。インディアンスからパドレスに移籍していたが､持病のイップスが再発・悪化して各塁へもまともに放れなくなりマイナーへ降格、ブンブンズに移籍していた。後にガスの強烈な発破で克服。ブンブンズでの背番号は32。
マギー・レイノルズ
演 - ジェンセン・ダゲット、日本語吹替 - 山像かおり
ガスの恋人。しっかり者でバーを経営している。当初はガスの片思いだと思われていたが彼を陰ながら応援しており、のちに晴れて両想いになった。ハフにナンパされるが軽くあしらっている。
レナード・ハフ
演 - テッド・マッギンリー、日本語吹替 - 堀内賢雄
ツインズの監督。ガスとは犬猿の仲。ナルシストで皮肉屋のうえ口が悪く、何かにつけてすぐマイナーリーグを見下す鼻持ちならない性格。その上、自身は煽られることに慣れていないのかすぐ怒るクセがある。オーナーのドーンのみならずツインズの選手からも評判が悪く、言動の端々に小物ぶりが目立つなど、お世辞にも優れた指導者とは言えない人物。あまりにも整っている髪型にガスからカツラじゃないかとからかわれる。
ビリー・“ダウンタウン”・アンダーソン
演 - ウォルトン・ゴギンズ、日本語吹替 - 伊藤栄次
ツインズ傘下の2Aチーム、ロックキャッツ所属の天才打者。ポジションは外野手。ドーンの手によって3Aに昇格、ブンブンズの主軸を打つことになった｡腕は良いが弱気な一面がある。「ダウンタウン(カッ飛ばし屋)」の異名の通り、プルヒッターの長距離砲で内角の捌き方は一級品ながら、外角に弱い。ガスとはたびたび衝突し、一度はメジャー昇格を果たすが、弱点を攻められて成績不振ですぐに降格させられた。のちにガスの特訓を受け、引っ張り一辺倒の打撃スタイルからライト方向へもヒットを打ち分けられる安打製造機に変貌を遂げる。右投げ右打ち。背番号はロックキャッツでは1、ブンブンズでは8、ツインズでは16。
フランク・“パップス”・モーガン
演 - トム・バリー、日本語吹替 - 宝亀克寿
気のいいベテラン野手。ニックネームのパップスは「オヤジ」の意味。チームメイトから慕われており、ガスも「チームリーダーに向いてる」と評するなど若い選手にとっての精神的支柱の役割も担っている。かつて一度だけレッドソックスに昇格したことがあるが、試合に出ることなくマイナーリーグに戻っている。打撃は健在だが､年齢からくる衰えと肥満体で足が遅く､守備に難がある｡当初は外野手だったが､ガスから直々にコンバートを告げられ一塁手に転向｡転向直後は股関節を痛めるなど身体の固さも難点だったが、ランスのトレーニング（バレエの柔軟体操）などで徐々に克服。右投左打で背番号は40。
カールトン・“ドク”・ウィンドゲイト
演 - ピーター・マッケンジー、日本語吹替 - 星野充昭
物腰柔らかなピッチャー。頭が良くインテリで､チームメイトからドクと呼ばれている｡投球理論は優秀だが､肝心の球速は90km/h未満でスピードガンですら計測不能。それでも本人は緩急を使い分けているようで、「チェンジアップも投げましょうか？」と大真面目に言う。変化球が投げられないホグに（物理学の講義のように）カーブを伝授した。右投で背番号は35。
ランス・ペレル（DVDメニューのキャスト紹介では「ランス・ピアー」）
演 - ケンリー・ジョンソン、日本語吹替 - 吉田孝
ブンブンズのサード。元ニューヨーク・シティ・バレエ団のバレリーノ（男性バレエダンサー）であり、公開テストを受けてブンブンズに入団した異色の経歴の持ち主。バレエの経験があってか素早く身軽だが、手首や指の柔軟性に欠け、キャッチボールやノックもまともにできない。後にガスの名案で克服する。趣味はヨガ。右投右打で背番号は26。　
ホアン・ロペス兄弟（ホアン1、ホアン2）
演 - トム・ディフィリッポ（ホアン1）、テッド・ディフィリッポ（ホアン2）、日本語吹替 - 落合弘治
ブンブンズの二遊間を守る双子の兄弟。ポジションはホアン1がセカンド、ホアン2がショート。顔がそっくりで同姓同名のうえに名前の綴りまでもが全く同じで、監督就任後最初の試合でメンバー表を見て困惑したガスが区別のために「ホアン1」「ホアン2」と命名した。二遊間に飛んだ打球をお互いに深追いしすぎて、どちらが捌くかで取っ組み合いの喧嘩を(試合中に)しょっちゅう行っているが、のちにガスの特訓で克服。ともに右投げで背番号はホアン1が10、ホアン2が11。
ホグ・エリス
演 - ジャドソン・ミルズ、日本語吹替 - 成田剣
ブンブンズのエースピッチャー。左足を高く上げるダイナミックなフォームで球速は速いが、変化球を投げることができない。｢ホグ言葉｣という個性的な喋り方をして、最初はガスから「バスで隣に座らせるな」と気持ち悪がられていた。ロックなノリで楽観的であり、お調子者な一面も見せるが、小心者な部分もある。後にドクのアドバイスでカーブを投げられるようになる。右投で背番号は4。
カルロス・リストン
演 - ロボ・セバスチャン、日本語吹替 - 天田益男
ツインズの4番打者｡ツインズとは3年1800万ドルの大型契約を結んでいる。恵まれた体格に違わぬ長打力と、身体に見合わぬ右打ちのうまさの持ち主でチームの主砲だが身勝手な言動が多く、囲み取材の記者にキレて追いかけ回すなど、気性が荒く素行も悪い。また、自身の名を冠したカルロス・リストン教なる宗教を開いているがワンマン宗教であり、本人以外信者は誰もいない。ベイカーには「サイコ野郎」、モーガンには「狂犬病に罹った犬」と評されるなど、その悪評は他球団へも伝わっている様子。右打ちで背番号は63。
デューク・テンプル
演 - スティーブ・イェーガー
ブンブンズの打撃コーチ。前作まではインディアンスの打撃コーチを務めていた。彼もシリーズの皆勤賞。
ハリー・ドイル
演 - ボブ・ユッカー、日本語吹替 - 小島敏彦
シリーズお馴染みの実況アナウンサー。ドーン、セラノ、テンプルと並びシリーズ皆勤賞。前作まではインディアンスの専属アナウンサーだったが、本作ではブンブンズの試合を担当している。

## 主な受賞
- 第21回スティンカーズ最悪映画賞 - 誰も望んでいなかった続編部門